# Jack Hofer
Jack Hofer (* 1998 in Wien) ist ein österreichischer Schauspieler.

## Leben
Jack Hofer wuchs in Gedersdorf, einem Ort vor Krems an der Donau auf. 2016 legte er seine Matura im Bundesrealgymnasium Krems ab.
Sein Spielfilmdebüt gab er 2015 im Kinofilm Einer von Uns. Dieser wurde beim 63. San Sebastián Film Festival für den Kutxa Award in der Sektion New Directors nominiert. Dort lobte ihn die Festivalpresse für seine „tolle Interpretation“ der Rolle.
In der Rolle des Sebastian stand er 2016 für die Dreharbeiten des Films L’Animale, welcher 2018 erschien, vor der Kamera.

## Filmografie (Auswahl)
- 2015: Einer von uns
- 2017: Von Neun bis Elf
- 2018: L’Animale
- 2018, 2023: SOKO Donau: Alte Indianer, Lieblingsmensch (Fernsehserie, zwei Folgen)
- 2021: Landkrimi – Vier (Fernsehreihe)
- 2022: Euer Ehren (Fernsehserie)
- 2023: Landkrimi – Steirerschuld (Fernsehreihe)
- 2025: SOKO Donau/SOKO Wien – Was wäre wenn...? (Fernsehserie)